# Phoneyusa antilope
Phoneyusa antilope là một loài nhện trong họ Theraphosidae.
Loài này thuộc chi Phoneyusa. Phoneyusa antilope được Eugène Simon miêu tả năm 1889.